# Uropoda spinosula
Uropoda spinosula es una especie de arácnido del orden Mesostigmata de la familia Uropodidae.

## Distribución geográfica
Se encuentra en Alemania y Polonia.